# Crispin de Passe den äldre
Crispin de Passe den äldre, född 1564, död 1637, var en holländsk kopparstickare. 
De Passe arbetade in en stil som utgjorde en sammansmältning mellan Hendrick Goltzius bredare och Johannes Wierix detaljerade behandlingssätt. Förutom porträtt stack Passe en mängd illustrationer och figurscener.
Fyra av Crispin de Passes barn följde i hans fotspår, i en stil som påminde om fadern:
1. Crispin de Passe den yngre (omkring 1590-omkring 1667) var tidvis verksam i Paris, och utgav bland annat större publikationer som Les vrais portraits des grandes dames.
2. Simon de Passe (1591-1647) var verksam i London, Paris och senare i Köpenhamn, där han tillsammans med sonen Crispin de Passe III bland annat utförde porträtt av de danska kungarna.
3. William de Passe (omkring 1590-1637) fortsatte efter brodern Simon som porträttör i London.
4. Magdalena de Passe (1600-1640) var verksam i Nederländerna, England och Tyskland och ägnade sig med stor framgång åt landskapsgravyr.